# Edevis tükre
Edevis amen ahze erkyt docr amen
Edevis tükre (angolul Mirror of Erised) a Harry Potter-univerzum egyik mágikus tárgya, amiben mindenki azt látja, amire a szíve mélyén a legjobban vágyik.
|  | Alább a cselekmény részletei következnek! |

A tükrön a következő áll:
„Edevis amen ahze erkyt docr amen”.
Visszafelé olvasva ez jön ki: „Nema rcod tykre ezha nema sivede”.
Rendesen tagolva így fest: „Nem arcod tykre ez hanem a sivede”.
Amikor Harry Potter először belenéz a tükörbe, magát látja, szülei oldalán: szülei ugyanis korán meghaltak, így nem emlékezhetett rájuk.
Amikor Harry a harmadik alkalommal is meglátogatja a tükröt, találkozik Dumbledore-ral. Megmondja Harrynek, hogy a tükör új helyre kerül, és ne keresse többet. Ekkor hangzik el a híres mondat: „Rossz úton jár, aki álmokból épít várat, s közben elfelejt élni.” Harry megkérdezi Dumbledore-t, hogy ő mit lát a tükörben. Dumbledore azt válaszolja, hogy egy pár zoknit. Harry először érzi úgy, hogy a professzor nem mondott igazat…
A tükör eleinte a Roxfort Boszorkány- és Varázslóképző Szakiskola egyik elhagyatott, üres termében volt, de miután Harry rátalált, elkerült onnan, mégpedig az alagsori termek egyikébe, ahol a bölcsek kövét hivatott őrizni. A tükrön keresztül akarta megszerezni a követ Voldemort nagyúr, ám ez Harrynek sikerült előbb. A tükör további sorsáról, helyéről nem lehet tudni semmit. A hetedik kötet vége felé ismét szó esik róla, amikor Harry megérti, mit láthatott benne Dumbledore.
Ezt látják a szereplők a tükörben:
- Albus Dumbledore: Azt, hogy egész családja életben van.
- Harry Potter: Saját magát, szülei mellett; a bölcsek kövét, ahogy megszerzi; és a Félvér Hercegben, bár belenézni nem, valószínűleg Ginny Weasleyt; a hetedik kötetben pedig nem derül ki. Egyes rajongói vélemények szerint azt, hogy a Nagyúr nem tért vissza, nem történt meg a roxforti csata, és Cedric, Sirius, Lupin, valamint a többi szerette életben van.
- Ronald Weasley: Saját magát, díjakkal és oklevelekkel.

|  | Itt a vége a cselekmény részletezésének! |